# Gognies-Chaussée
Gognies-Chaussée is een gemeente in het Franse Noorderdepartement (regio Hauts-de-France) en telt 796 inwoners (1999). De plaats maakt deel uit van het arrondissement Avesnes-sur-Helpe. Het dorp ligt aan de oude Romeinse weg van Bavay naar Tongeren. Gognies-Chaussée ligt aan de zuidkant van deze weg. De huizen aan de noordkant vormen het Belgische Gœgnies-Chaussée.

## Geografie
De oppervlakte van Gognies-Chaussée bedraagt 8,0 km², de bevolkingsdichtheid is 99,5 inwoners per km².
De onderstaande kaart toont de ligging van Gognies-Chaussée met de belangrijkste infrastructuur en aangrenzende gemeenten.

## Demografie
Onderstaande figuur toont het verloop van het inwonertal (bron: INSEE-tellingen).